# Yerevan Football Academy Stadium
Das FFA Technical Center-Academy Stadium (armenisch ՀՖՖ Տեխնիկական-կենտրոն ակադեմիայի մարզադաշտ), zumeist Yerevan Football Academy Stadium genannt, ist ein Fußballstadion im Distrikt Awan der armenischen Hauptstadt Jerewan. Es wird vom nationalen Fußballverband betrieben und bietet Platz für 1428 Besucher.

## Geschichte
Das Stadion wurde am 29. April 2013 vom damaligen Oberbürgermeister Jerewans Taron Margarjan eröffnet. Es ist Teil der Gesamtanlage der Yerevan Football Academy. Das erste offizielle Spiel fand schon am 13. April 2013 zwischen dem FC Pyunik und dem FC Banants statt. Die Partie der ersten armenischen Fußballliga endete mit einem 4:0-Sieg für Pyunik. Pyunik nutzte das Stadion dann auch von da an bis 2017 als Heimspielstätte.

### Länderspiele
2021 bestritt die armenische Fußballnationalmannschaft der Frauen im Stadion von Jerewan ein Qualifikationsspiel für die Weltmeisterschaft 2023 gegen Norwegen. Das Spiel wurde ursprünglich am 30. November angefangen, musste dann in der 70. Minute beim Stand von 0:9 und einer 45-minütigen Pause bedingt durch dichten Nebel abgebrochen werden. Am 1. Dezember wurde das Spiel dann bei dem Stand vom Vortag weiter ausgetragen.
- 30. Nov. / 1. Dez 2021:  Armenien –  Norwegen 0:10 (0:3) (Qualifikation zur WM 2023)